# Strma ulica (Maribor)

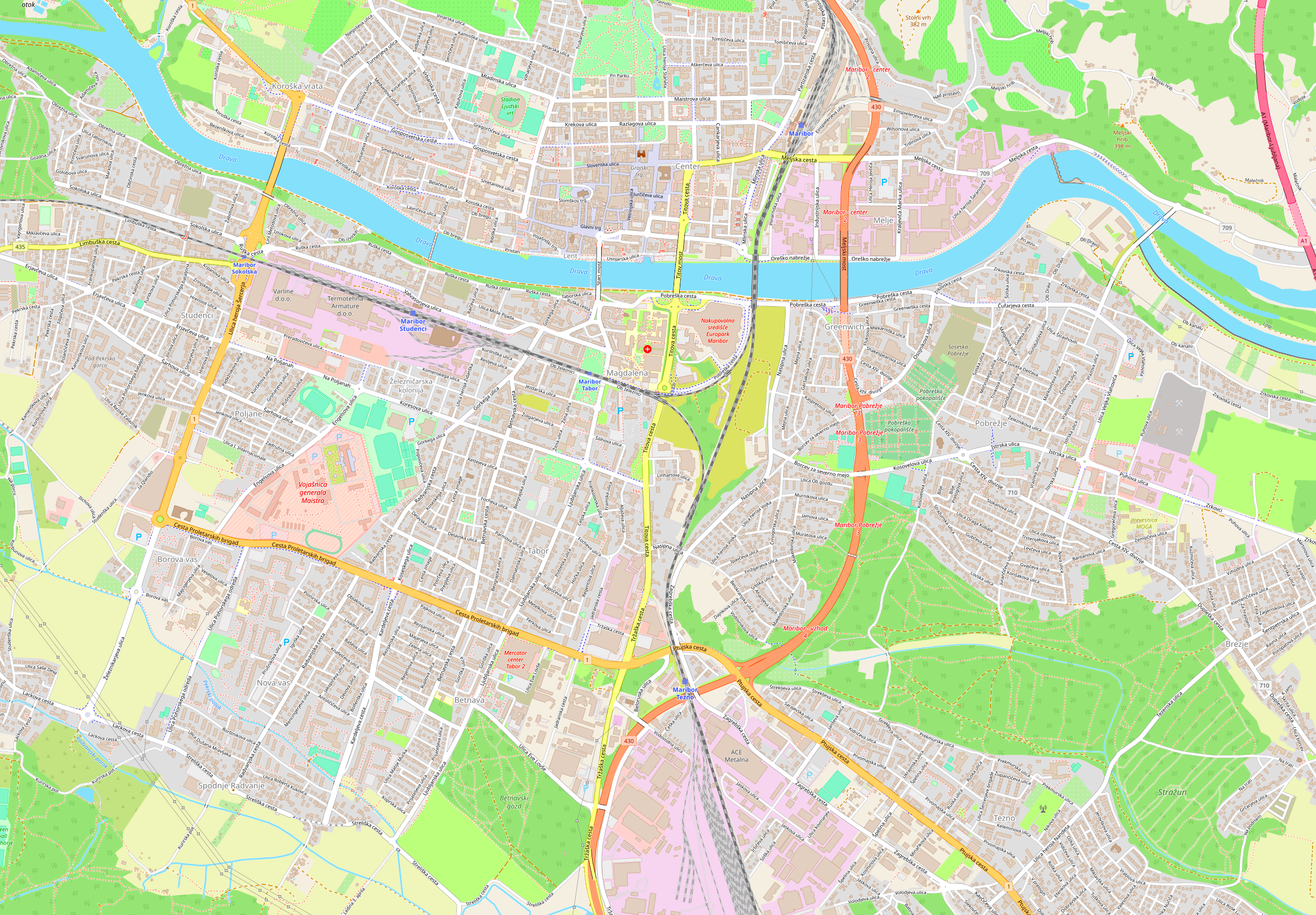

Strma ulica (deutsch: Steile Gasse) ist der Name einer Straße im Stadtbezirk Koroška vrata von Maribor, Slowenien.

## Geschichte
1873 und erneut im Jahr 1941 wurde die Straße in der Kärntner Vorstadt, die von der Kärntner Straße steil zur damaligen Uferstraße (heute Ob bregu) abfällt, nach einem 1842 errichteten militärischen Holz- und Heulager als Heugasse benannt. 1919 und dann wieder im Mai 1945 wurde sie in  Strma ulica umbenannt.
1885 wurde in Verlängerung der Heugasse der Eisensteg als Verbindung zwischen der Kärntner Vorstadt und Brunndorf (heute Studenci) erbaut. Während des Hochwassers von 1903 stürzten Teile der Brücke ein. Danach verband eine Furt beide Drauufer, bis im Jahr 1904 eine neue Brücke eröffnet wurde.

## Lage
Die Straße verläuft von der Koroška cesta zwischen Koprinikova ulica und Prezihova ulica nach Süden bis zur Straße Ob bregu und der Draubrücke Studenška brv zur Drau.

## Abzweigende Straßenc
Von der Strma ulica zweigt nach Westen die Lavričeva ulica ab.

## Bauwerke und Einrichtungen
- Pristan